# Gelobet sei der Herr, mein Gott, BWV 129

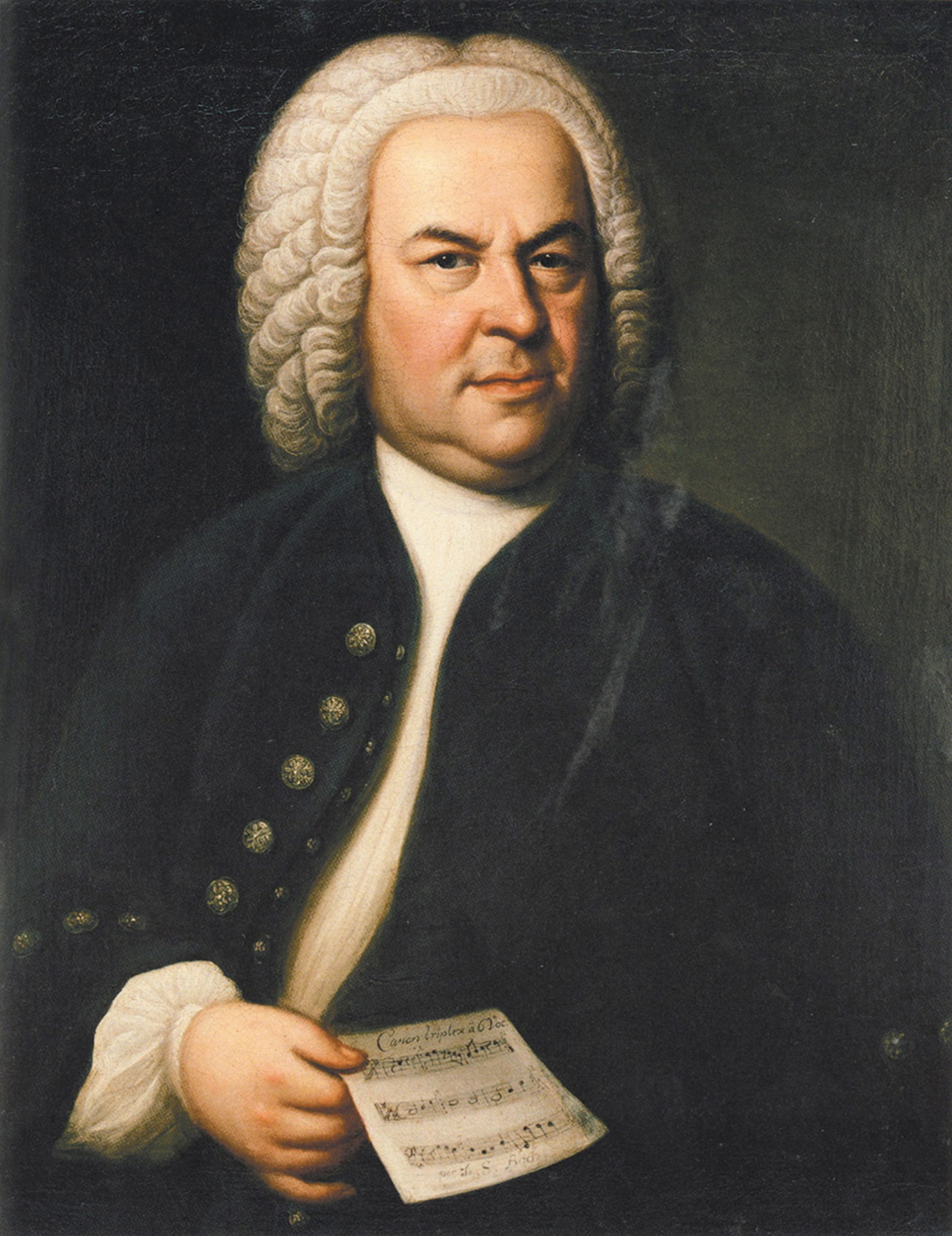
Johann Sebastian Bach, compositor de la cantata.

Gelobet sei der Herr, mein Gott, BWV 129 (Alabado sea el Señor, mi Dios) es una cantata de iglesia compuesta por Johann Sebastian Bach. Es una cantata coral que se interpretó el domingo de Trinidad del 8 de junio de 1727 en Leipzig. El redescubrimiento del libreto impreso de la cantata en la primera década del siglo XXI llevó a una revaluación de los supuestos previos sobre la cronología de la interpretación temprana de algunas cantatas, incluida esta.
El texto de la cantata es un elogio general de la Santísima Trinidad, sin referencia a una lectura evangélica específica. Dirigiéndose a Dios el Creador, el Salvador y el Consolador, podría usarse para otras ocasiones como el Día de la Reforma. La cantata tiene música festiva y termina en una fantasía coral, como el Oratorio de Navidad.

## Historia y texto

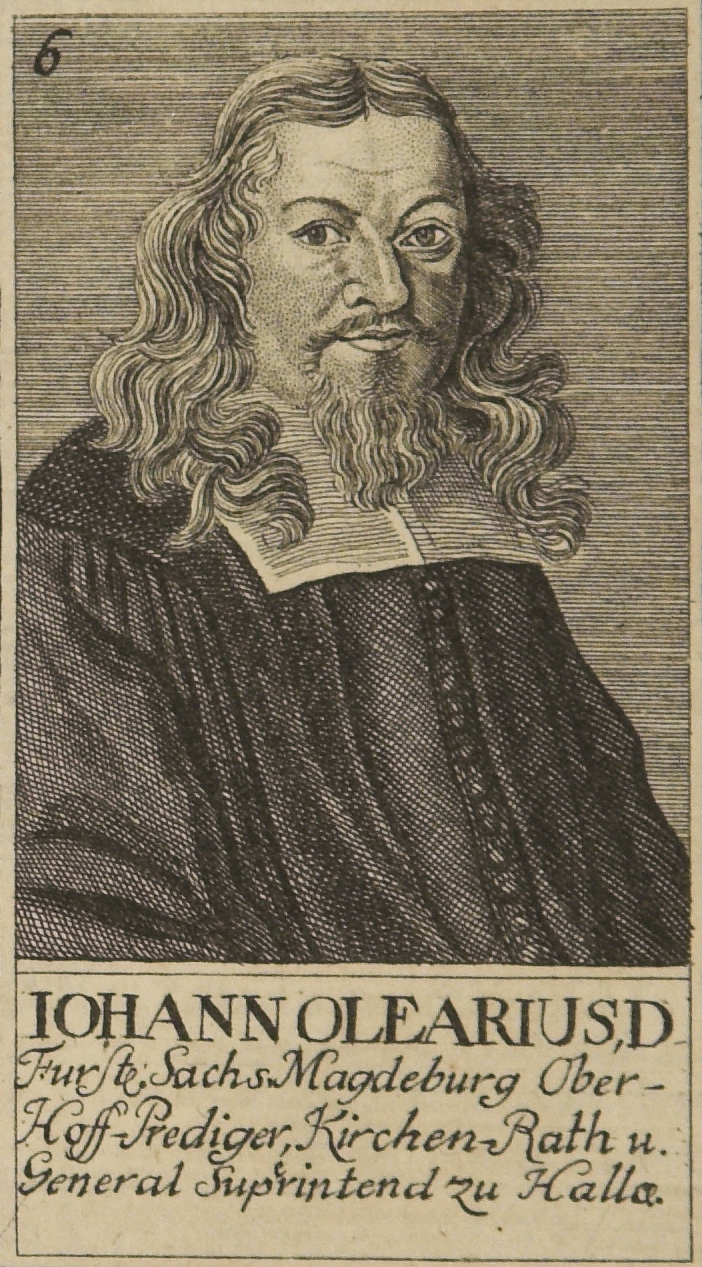
La cantata se basa íntegramente en el texto inalterado del himno «Gelobet sei der Herr, mein Gott» (1665) de Johann Olearius.

Aparentemente, la cantata fue compuesta para el Domingo de Trinidad. Originalmente se pensó que la cantata podría haberse interpretado ya el 16 de junio de 1726. En su segundo año como Thomaskantor, Bach había compuesto cantatas corales entre el primer domingo después de la Trinidad de 1724 y el Domingo de Ramos de 1725, pero para la Pascua de ese año había regresado a cantatas sobre textos más variados, posiblemente porque perdió a su libretista. Posteriormente, volvió a componer cantatas corales que podrían haber tenido la intención de completar su segundo ciclo anual. Esta cantata fue posiblemente una de esas obras completas. El redescubrimiento del libreto impreso de la cantata en la primera década del siglo XXI condujo a una revaluación de los supuestos anteriores con respecto a la primera interpretación de esta cantata: se llevó a cabo en Trinidad el domingo 8 de junio de 1727. Es posible que la cantata también se haya interpretado el Día de la Reforma.
La cantata se basa íntegramente en el texto inalterado del himno «Gelobet sei der Herr, mein Gott» (1665) de Johann Olearius y celebra la Trinidad en cinco estancias. Las lecturas prescritas para el Domingo de Trinidad fueron de la Epístola a los romanos, lo que refleja la «profundidad de la sabiduría» (Romanos 11:33-36), y del Evangelio de Juan, el encuentro de Jesús y Nicodemo (Juan 3:1-15). A diferencia de la mayoría de las cantatas corales de 1724-25, pero similar a las anteriores Christ lag in Todes Banden, BWV 4 y Lobe den Herren, den mächtigen König der Ehren, BWV 137, también compuestas después del segundo ciclo de cantatas, Bach dejó el texto coral sin cambios, por lo tanto sin referencia a las lecturas.

## Partitura y estructura
La cantata consta de cinco movimientos  yestá musicalizada festivamente para tres solistas, soprano, alto y bajo, un coro de cuatro voces, tres trompetas , timbales, flauta travesera, dos oboes, oboe de amor, dos violines, viola y bajo continuo.
1. Coro: Gelobet sei der Herr, mein Gott
2. Aria (bajo): Gelobet sei der Herr, mein Gott, mein Heil
3. Aria (soprano): Gelobet sei der Herr, mein Gott, mein Trost
4. Aria (alto): Gelobet sei der Herr, mein Gott, der ewig lebet
5. Coral: Dem wir das Heilig jetzt

## Música
El coro de apertura de la primera estancia de la coral comienza con un concierto de todos los instrumentos a modo de ritornello. Las trompetas destacan ocasionalmente la interacción de cuerdas y viento-madera. El cantus firmus, una melodía de «O Gott, du frommer Gott» (1679) de Ahasverus Fritsch, lo canta la soprano, mientras que las otras voces cantan a veces en imitación, a veces en homofonía. El texto es una alabanza del Dios Creador.
Los siguientes tres movimientos son todos arias. En la primera, el bajo alaba a Dios Salvador, acompañado sólo por el bajo continuo. Bach pudo haber pensado en la vox Christi (voz de Cristo) y en su humildad. La palabra «Gelobet» (alabado) se establece como un melisma expresivo. En el segundo aria la soprano, acompañada de flauta y violín, alaba a Dios Consolador. En la tercera, el alto va acompañado de un oboe de amor en una alabanza general similar a una canción. John Eliot Gardiner sugiere que la «danza pastoral» fue «inspirada, quizás en sus imágenes, por el concepto de "den alles lobet, was in allen Lüften schwebet" (alabado por todas las cosas que se mueven en el aire)». La coral final está ambientada en un alegre concierto de los instrumentos, similar a las conclusiones del Oratorio de Navidad y el Oratorio de la Ascensión del compositor. Gardiner lo llama «puntuado por fanfarrias de metales y orquestales». Con este final festivo, Bach marcaba el Domingo de Trinidad como la conclusión de la primera parte del año litúrgico.

## Grabaciones
- J. S. Bach: Cantatas BWV 119 & BWV 129, Diethard Hellmann, Bach-Chor Mainz, Bach-Orchester Mainz, Lotte Wolf-Matthäus, Ursula Buckel, Margrit Conrad, Carl-Heinz Müller, Cantate 1968
- Bach Cantatas Vol. 3 – Ascension Day, Whitsun, Trinity, Karl Richter, Münchener Bach-Chor, Münchener Bach-Orchester, Edith Mathis, Anna Reynolds, Peter Schreier, Dietrich Fischer-Dieskau, Archiv Produktion 1975
- Die Bach Kantate Vol. 10, Helmuth Rilling, Gächinger Kantorei, Bach-Collegium Stuttgart, Arleen Augér, Gabriele Schreckenbach, Philippe Huttenlocher, Hänssler 1982
- J. S. Bach: Das Kantatenwerk – Sacred Cantatas Vol. 7, Gustav Leonhardt, Knabenchor Hannover, Collegium Vocale Gent, Leonhardt-Consort, Sebastian Hennig (soloist of the Knabenchor Hannover), René Jacobs, Max van Egmond, Teldec 1983
- Bach Cantatas Vol. 27: Blythburgh/Kirkwell, John Eliot Gardiner, Monteverdi Choir, English Baroque Soloists, Ruth Holton, Daniel Taylor, Peter Harvey, Soli Deo Gloria 2000
- J. S. Bach: Complete Cantatas Vol. 19, Ton Koopman, Amsterdam Baroque Orchestra & Choir, Johannette Zomer, Bogna Bartosz, Christoph Prégardien, Klaus Mertens, Antoine Marchand 2002
- J. S. Bach: Cantatas Vol. 45 (Cantatas from Leipzig 1725), Masaaki Suzuki, Bach Collegium Japan, Yukari Nonoshita, Robin Blaze, Peter Kooy, BIS 2009